# Cadmi(I) oxide
Cadmi(I) Oxide là một hợp chất vô cơ nhị phân của cadmi và oxy với công thức hóa học Cd2O, một chất bột vô định hình vàng lục.

## Điều chế
Bằng cách khử cadmi(II) chloride bằng cadmi kim loại, sau đó là thủy phân sản phẩm:
{\displaystyle {\mathsf {CdCl_{2}+Cd\ \xrightarrow {T} \ 2CdCl{\xrightarrow[{-HCl}]{H_{2}O}}\ 2CdOH{\xrightarrow[{-H_{2}O}]{T}}\ Cd_{2}O}}}